# Eutrichosomella
Eutrichosomella is een geslacht van vliesvleugeligen uit de familie Aphelinidae. De wetenschappelijke naam van dit geslacht is voor het eerst geldig gepubliceerd in 1915 door Girault.

## Soorten
Het geslacht Eutrichosomella omvat de volgende soorten:
- Eutrichosomella aereiscapus Girault, 1924
- Eutrichosomella albiclava Girault, 1915
- Eutrichosomella albifemora Girault, 1923
- Eutrichosomella blattophaga Girault, 1915
- Eutrichosomella indica Singh, 2010
- Eutrichosomella insularis Timberlake, 1941
- Eutrichosomella multifasciata Girault, 1915
- Eutrichosomella voltairei (Girault, 1921)